# 寺本莉緒
寺本 莉緒（てらもと りお、2001年〈平成13年〉11月5日 - ）は、日本の女優、タレント、グラビアアイドル。
広島県出身。2016年から2025年までレプロエンタテインメントに所属していた。

## 来歴
幼児期にキッズモデルを経験して以来、この仕事を続けるしかないと思い続けていた。
本格的な芸能界入りのきっかけは中学生の時、舞台に出演した友人に周りの目が一気に行ったことから、負けていられないと思ったことからだった。
DREAM GIRL AUDITION 2015を経てレプロエンタテインメントに所属。2016年のTOKYO IDOL FESTIVALで、同じ事務所の9nineやベイビーレイズJAPANの物販を手伝う。
2017年4月に舞台『ローファーズハイ!!』に出演。以降、同年8月にも同舞台に出演。同年12月にはミュージカル『屋根の上のヴァイオリン弾き』に出演する。
2018年、7年ぶりに復活した「ミスマガジン2018」にエントリー。同年7月、準グランプリに相当する「ミスヤングマガジン」を受賞。“ヤンマガ次代の宝”というキャッチコピーが与えられる。広島県出身者が同賞（2001年以降）に選ばれたのは史上初のことであった。
また、受賞者をはじめとしたファイナリスト9名で「劇団ミスマガジン」を結成。長かった髪を役にあわせてバッサリとカットし、舞台『ソウナンですか? 演劇版』に出演した。
上京前に在学していたAICJ中学校は卒業を待たずに離れることとなったが、2019年に同校で撮影が行われたテレビ番組『恋とか愛とか（仮）』にヒロイン役で出演し錦を飾った。当時の同級生たちもエキストラとして共演している。
同年SNSで、投稿したプライベートの水着写真が国内外から注目を集めたことや、過去にモデルを務めた駿台のパンフレットと水着姿のギャップが話題になったことから、フォロワー数が飛躍的に増加するなど大きな反響を呼んだ。
2020年3月、高校卒業と時を同じくして1st写真集「CURIOSITY」が発売。撮影はロサンゼルスで行われ、留学にも興味を持つ憧れの地アメリカへの渡航も人生初となった。同月の「書泉・女性タレント写真集売上ランキング」では1位に輝き、発売前に重版が決まるなど7月までに4刷を突破。同年4月からは大学に進学したが、新型コロナウイルス感染拡大の影響で、この年は一度も大学に通えない状態だった。同年6月にオフィシャルファンクラブ、同年8月にオフィシャルYouTubeチャンネル「りおのこと。」を開設。2023年7月にYouTubeチャンネル『てらもっちゃんねる』と改め、再始動。同年11月16日公開の映画『別に、友達とかじゃない』で映画初出演で、初主演を務める。
2021年4月期毎日放送（MBS）系ドラマイズム『ガールガンレディ』でテレビドラマ初出演。
2022年3月27日、ABCテレビ系ドラマ『今夜、わたしはカラダで恋をする。』episode2で主演を務め、テレビドラマ初主演。
2023年5月4日、Netflix配信ドラマ『サンクチュアリ -聖域-』で主人公の心の支えとなるホステス・七海役を演じた。
2025年7月1日、レプロエンタテインメントとのマネージメント契約満了を発表。

## 人物
- 趣味は、野球観戦[6]で、プロ野球は地元の広島東洋カープファン。特に菊池涼介のファンである[31]。
- 特技はダンス、ピアノ、英語[6]。ダンスは小3のころから[8]、ピアノは5歳からやっている。
- 英語教育に長じる国際バカロレア認定校（AICJ中学校）に通っていた[17]。
- 兄が2人いる[8]。寺本とは異なり巨人ファン。家族は全員が裸族であり、来訪者が来てもパンツ一丁であった[32]。このおかげで水着撮影も抵抗がなく、寺本は「家族からの英才教育」と述べている[32]。
- 愛犬のラク（チワワとパピヨンのミックス）と愛猫のルカ（マンチカン）を飼っている[33]。
- 体型維持の秘訣は週に15杯（≒一日最低2食）食べているラーメン[34]。即席めんも好きだが基本は店舗まで食べに行っている。カロリーが気になるところだが好きなものを罪悪感なくストレスフリーな状況を作ること[35]が秘訣と述べており、「ラーメンを制限して長生きするより、ラーメンを食べて倒れる人生を選ぶ」[35]とまで発言している。
- 10代当時の2021年に撮影に臨んだ『サンクチュアリ -聖域-』については、「作品において自然なことであれば、グラビア活動の経験で培った『武器』であるボディーラインを強調することに抵抗はない」「役として楽しむ喜びを感じる」との旨を述べている[29]。また、石田ニコルや美山加恋と同じくヒロインの1人として出演した『今夜、わたしはカラダで恋をする。』ではインティマシー・コーディネーターによる指導のもとで濡れ場の撮影にも臨み、相手を担当した猪塚健太に「変化を見事に演じていて尊敬した」「ラストの表情は完璧だった」との旨で評されている[36]。

## 出演

### 舞台
- ローファーズハイ!! Vol.1[6]（2017年4月、浅草九劇）
- ローファーズハイ!! Vol.2[6]（2017年8月、浅草九劇） - 鈴木ハナコ 役
- 屋根の上のヴァイオリン弾き（2017年12月5日 - 2018年2月12日、日生劇場） - 四女・シュプリンツェ 役[8][37][38][39]
- ソウナンですか? 演劇版（2018年11月7日 - 11日、シアターブラッツ） - 鈴森明日香 役[40]
- 百演
  - 第1回公演（2019年10月29日、浅草九劇）
  - 第2回公演（2019年11月22日、浅草九劇）
  - 第3回公演（2019年12月11日、千本桜ホール）
- 明日、君を食べるよ（2019年11月20日 - 12月1日、アトリエファンファーレ東池袋） - 主演 サナギ 役（濱咲友菜とWキャスト）
- カエリのカイ!!（2019年12月3日、浅草九劇） - ゲスト
- 工藤了原作 朗読劇「白い紅旗」（2019年12月7日、l'atelier by apc） - シイカ 役
- 混沌 Vol.1（2023年10月27日 - 29日、シアターマーキュリー新宿）[41]
- いつかアイツに会いに行く（2025年10月10日 - 20日〈予定〉、紀伊國屋サザンシアター TAKASHIMAYA / 10月25日〈予定〉、COOL JAPAN PARK OSAKA TTホール）[42]

### テレビバラエティ
- 浅草ベビ9（2017年、テレビ東京）
- 浅草うず九（2018年、テレビ東京）
- ワイドナショー（2019年5月12日、フジテレビ） - ワイドナ現役高校生として出演
- 恋とか愛とか（仮） Episode43「駆ける女」（2019年9月26日 - 10月24日、広島ホームテレビ） - 主演 田中れむ 役
- カープ道（2020年3月11日、広島ホームテレビ）
- ドレスキーとコレスキー（2021年4月17日 - 12月25日、テレ玉） - アシスタント[43][44]
- メルクリウスの扉（2023年2月12日、2025年6月22日、テレビ東京） - 調査員
- 秘密のケンミンSHOW 極（2025年5月1日、読売テレビ）

### テレビドラマ
- ガールガンレディ（2021年4月7日〈6日深夜〉 - 6月9日〈8日深夜〉、MBS） - ビアンカ 役[27][45]
- 女の戦争〜バチェラー殺人事件〜（2021年7月3日 - 8月7日、テレビ東京） - 一ノ瀬りお 役[46]
- 今夜、わたしはカラダで恋をする。 episode2「君を抱きたい、と思った夜。」（2022年3月27日、ABC） - 倉田あかり 役[28]
- 恋に無駄口（2022年4月17日 - 6月19日、ABCテレビ・テレビ朝日） - 湯井芽李 役[47]
- 自転車屋さんの高橋くん（2022年11月4日 - 12月23日、テレビ東京） - 河村佐由利 役[48]
- ショジョ恋。（2023年4月13日 - 6月1日、フジテレビ） - 小町莉央 / りおぴぃ 役[49]
- サブスク彼女（2023年5月8日 - 6月26日、朝日放送テレビ） - なーちゃん 役[50]
- 何かおかしい2 第7話（2023年5月17日、テレビ東京） - 高宮エリカ 役[51]
- 最高の教師 1年後、私は生徒に■された（2023年7月15日 - 9月23日、日本テレビ） - 中園胡桃 役[52][53]
- 家政夫のミタゾノ 第6シリーズ 第4話（2023年10月31日、テレビ朝日） - 舟木真緒 役[54][55]
- THE TRUTH 最終話（2023年12月27日、テレビ東京） - 寺本莉緒（本人） 役[56]
- RoOT / ルート（2024年4月3日 - 6月5日、テレビ東京） - 花音 役[57][58]
- 新宿野戦病院 第2話（2024年7月10日、フジテレビ） - リリカ 役[59]
- Qrosの女 スクープという名の狂気 第1話・最終話（2024年10月7日・12月9日、テレビ東京） - モナ 役[60]
- 連続テレビ小説 おむすび（2024年10月22日 - 、NHK） - 大河内明日香 役[61][62]
- 風のふく島 第12話（2025年3月29日、テレビ東京） - マユ 役[63]

### 配信ドラマ
- ようこそ東映殺影所へ（2021年8月13日、Xstream46） - カホ 役[64]
- ショジョ恋。（2023年3月21日 - 4月17日、FOD） - 小町莉央 / りおぴぃ 役[49]
- サンクチュアリ -聖域-（2023年5月4日、Netflix） - 七海 役[65]
- 最高の生徒 3年後の僕たちは 第7話（2023年9月6日、TVer） - 中園胡桃 役[66]
- 拝啓、大人になる貴方へ（2023年9月23日・30日、Hulu） - 中園胡桃 役[67]
- 外道の歌（2024年12月6日 - 、DMM TV） - 佐久間舞 役[68]

### 映画
- 別に、友達とかじゃない（2020年11月16日、レプロエンタテインメント） - 城田恵麻 役[69][26]
- 嗚呼、かくも牧場は緑なりけり（2022年12月10日、レプロエンターテインメント） - ハナ 役[70]

### ラジオ
- 火曜BEAST!!!!!（毎月第3火曜日20:00 - 、レインボータウンエフエム放送）[71]
  - 寺本莉緒とヴェートーベンの じゃけぇ～しょん。（2018年9月18日 - 2019年11月19日）[72]
  - 北村優衣 SORENA!!RETURNS（2019年10月15日） - ゲスト
  - 寺本莉緒の じゃけぇ～しょん。（2019年12月17日 - ）[73]
- おもてなしぶるーす♪（2019年11月12日、渋谷クロスFM） - ゲスト
- 大矢・高見のしゃべりスタ!（2020年3月25日、ラジオ日本） - ゲスト
- レコメン!（文化放送）
  - （2020年4月13日） - ゲスト
  - （2021年10月4日 - 2023年3月20日） - 「寺本莉緒のぶちカワ Radio」パーソナリティ[74]
- なな→きゅう（2020年4月21日、文化放送） - ゲスト

### インターネット配信
- ユージ芸能事務所 -少女たちのシャカリ紀-（2017年、生テレ / FRESH!）[6][75]
- メシテロ（AbemaTV）[76][77]
- ｢僕は寺本莉緒と大矢梨華子に告白されて困ってます｣（2017年8月26日、Live.me）[78]
- 寺本莉緒【ミスヤングマガジン】（2018年5月5日 - 2020年3月29日、SHOWROOM）[79]
  - イベント
    - 「ミスマガジン2018 ベスト16」SHOWROOM投票！（2018年5月7日 - 20日）

  - 定期配信
    - 「りおりおのサタデーナイト」（毎週土曜日20:00～、2018年9月1日 - 2019年3月23日）
    - 「りおりおのサンデーナイト」（毎週日曜日20:00～、2019年4月14日 - 28日）
    - 「りおりおのサンデーナイト」（毎週日曜日21:00～、2019年5月5日 - 2020年2月9日）
- ミスマガジン2018【公式】（2018年7月17日 - 11月4日、SHOWROOM）
- モクベン（2019年7月11日 - 2020年5月14日、YouTube Live） - レギュラー
- ラグビーワールドカップ2019 DAZN特別番組（2019年10月13日、Twitter Live） - アシスタント
- かってに！相席リポート「次世代グラビア界の宝 寺本莉緒の好きな男性のタイプは?」（2019年11月14日、AbemaTV）

### 広告
- 駿台フロンティア（2016年）[6]
- 串家物語（2017年）
- P&G アリエールMiRAi（2024年）
  - テレビCM「いつの間に!?」篇・「なんて爽快!?」篇 - 漫画「ど根性ガエル」のピョン吉の声[80]
  - WEBムービー「父の失敗」篇 - 父親役・大泉洋の娘役[81]

### イベント
- ハイ!!振り返り（2017年5月6日、浅草九劇）[82][83]
- ミスマガジン2018コラボカフェ（2019年4月7日、カフェメイリッシュ）
- 東京山九フェニックスネーミングライツスポンサー発表会（2019年4月26日、山九株式会社本社ビル）
- ヴェートーク♪（2019年5月15日、渋谷BAR JACK）
- モクベンオールスター忘年会2019～バラ×ドラ×うた大集合SP～（2019年12月26日、富士フイルム西麻布ホール）
- サクドリ vol.2写真展「百演」（2020年1月24日 - 26日、浅草九スタ） - モデル
  - サクドリ Vol.2写真展「百演」トークショー（2020年1月25日、浅草九スタ）

## 書籍

### デジタル写真集
- ヤンマガデジタル写真集
  - 2018年9月3日 - 「ミスマガジン2018」
  - 2019年7月5日 - ミスマガジン2018「花ざかりの女神たち」
- 週プレnet（※週プレnet Classicsで再配信）
  - 2020年2月 - 「18は裏切らない」スペシャル未公開カット集・お宝ファイル・ロングインタビュー・インスタント写真館
- ヤンマガWeb
  - 2020年8月3日 - 寺本莉緒・ヤンマガアザーっす！
- FRIDAYデジタル写真集
  - 2020年8月28日 - 「ときめきアフタースクール」未公開カット集
  - 2020年8月28日 - 「放課後のグラビア活動」未公開カット集

### ZINE
- 2019年10月29日 - 寺本莉緒 Mokuben Special Zine Vol.1
- 2019年11月22日 - 寺本莉緒 Mokuben Special Zine Vol.2
- 2019年12月11日 - 寺本莉緒 Mokuben Special Zine Vol.3
- 2020年1月25日 - 写真展「百演」寺本莉緒

### 写真集
- 1st写真集「CURIOSITY」（2020年3月25日、講談社）[84][85][86]

## グッズ

### アパレル
- KIKS TYOコラボTシャツ
  - KIKS GIRLS TEE 寺本莉緒 /“DUNK SYRACUSE & KENTUCKY"（2020年5月）
  - KIKS GIRLS TEE 寺本莉緒 / “LOGO TEE"（2020年5月）
  - KIKS GIRLS TEE 寺本莉緒 /“AJ5 RETRO OFF-WHITE"（2020年6月）
  - KIKS GIRLS TEE 寺本莉緒 /“SB DUNK LOW TRAVIS SCOTT"（2020年6月）

### カレンダー
- 寺本莉緒 2021年カレンダー（2020年11月28日）[87]